# Mamelis
Mamelis (Limburgs: Mameles) is een gehucht in de gemeente Vaals, in het zuiden van de Nederlandse provincie Limburg. Hoewel Mamelis in het postcodeboek onder het dorp Lemiers is opgenomen, vormde het gehucht van oudsher een van de Vijlener “rotten”; de buurtschappen van de heerlijkheid Vijlen. Het plaatsje bestaat uit een aantal huizen, boerderijen en - gelegen op een heuvel - de abdij St. Benedictusberg met daarachter het Kolmonderbosch.

## Geschiedenis
Hoewel de vroegste bekende vermeldingen van Mamelis stammen uit de 13e eeuw, sluiten heemkundigen niet uit dat Mamelis wellicht nog ouder is dan Vijlen. Naar alle waarschijnlijkheid was in Mamelis al in de vroege Middeleeuwen een ontginningsbedrijf gevestigd, ongeveer op de plaats waar nu de Mamelisserhoeve staat. De eerste officiële vermelding van de nederzetting is evenwel pas terug te vinden in een tekst uit 1243. Uit die bron blijkt overigens dat zich in “Mamelines” toen reeds een molen bevond. In 1392 wordt in bronnen voor het eerst gesproken over een hof “Maemlois”. De naam van de nederzetting is waarschijnlijk afgeleid van het woord “Mamilliacas”, oftewel “nederzetting toebehorend aan de persoon Mamilo”. Over de eeuwen heen veranderde de naam via het genoemde Mamelines, tot Mameles (1384), Mamelyss (1501) en Mamelis (1665).
Door vestiging van boerderijen langs de oude weg van Maastricht naar Aken ontstond de huidige buurtschap die door een nieuwe weg in 1825 in tweeën werd gedeeld. In 1840 had Mamelis 15 huizen en 128 inwoners. Tegenwoordig heeft het gehucht ongeveer 80 inwoners.

## Bezienswaardigheden
- Mamelis ligt aan de voet van de beboste heuvel waarop de Abdij Sint-Benedictusberg is gelegen. Hoewel de architectuur van dit klooster doet vermoeden dat het ouder is, werd het pas in 1923-1928 gebouwd.
- Tot ver in de twintigste eeuw was er in Mamelis een watermolen in bedrijf: de Schoeërmolen. Deze molen is er nog steeds, maar het rad werd verwijderd.
- Mamelis is een beschermd dorpsgezicht.
- Het plaatsje kent diverse vakwerkhuizen, meest 18e-eeuws.

Zie ook
- Lijst van rijksmonumenten in Mamelis

## Natuur en landschap
Mamelis ligt in het Selzerbeekdal op een hoogte van ongeveer 130 meter. Langs Mamelis stroomt de Selzerbeek die naar het oosten toe de Nederlands-Duitse grens vormt. De beek heeft naar alle waarschijnlijkheid een belangrijke rol gespeeld bij het ontstaan en de ontwikkeling van Mamelis. De beek vormt de scheiding tussen het Plateau van Bocholtz in het noordoosten en het Plateau van Vaals in het zuidwesten. Op het Plateau van Bocholtz bevindt zich het Kolmonderbosch. Vanwege de landschappelijke waarde van de omgeving is Mamelis geliefd bij toeristen en wandelaars.

## Voorzieningen

### Hotels
Er zijn twee hotels en een paardrijschool gevestigd. Tussen 1922 en 1938 was er een halte van de tramlijn Maastricht-Vaals in Mamelis.

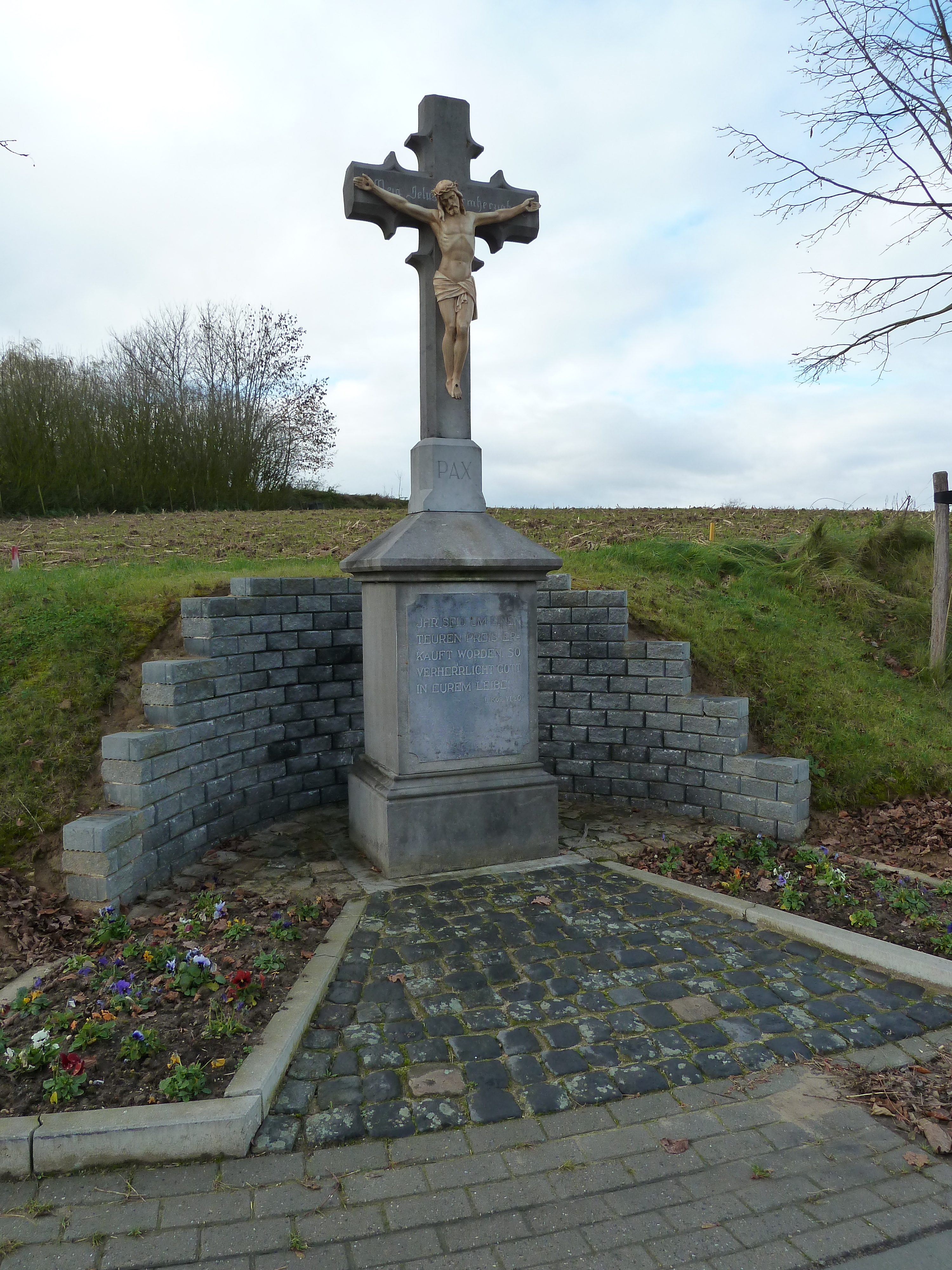
Wegkruis Mamelis
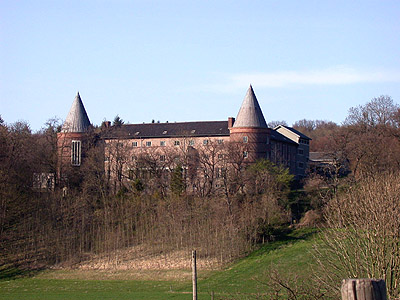
Abdij St. Benedictusberg

### Attracties
Sinds 2019 is in de voormalige Gelva schuurpapierfabriek in Mamelis Powerarea gevestigd, een volledig elektrische indoor kartbaan.

### Oliepijpleidingen NAVO
De oliepijpleidingen van het NAVO-project Central Europe Pipeline System (CEPS) gaan bij Mamelis de Nederlands-Duitse grens over. Het olietransport is voornamelijk voor militair gebruik.

## Nabijgelegen kernen
Lemiers, Nijswiller, Bocholtz, Vijlen, Orsbach
Dorpen: Holset · Lemiers · Vaals · Vijlen

Buurtschappen: Raren · Mamelis · Camerig · Cottessen · Harles · Melleschet · Oud-Lemiers · Rott · Wolfhaag

Limburg: Steden en dorpen      Nederland: Provincies · Gemeenten